# 炎加世子
炎 加世子（ほのお かよこ、1941年1月16日 - ）は、日本の女優。本名三塚 賀世子（みつづか かよこ）、出生名奥津 賀世子（おくつ かよこ）。松竹ヌーヴェルヴァーグの代表的女優として知られる。

## 人物・来歴
1941年（昭和16年）1月16日、東京市本所区両国（現在の東京都墨田区両国）に生まれる。大妻高等学校在学中から劇団に所属、1959年（昭和34年）の卒業後は、浅草公園六区の軽演劇に出演していた。このころに自殺未遂を経験したとされる。
1960年（昭和35年）に松竹大船撮影所の社員監督大島渚にスカウトされ、同年8月9日に公開された映画『太陽の墓場』で、満19歳にして初主演・映画デビューを果たす、とされるが、同年3月15日に東映が配給して公開された東映東京撮影所製作、小沢茂弘監督の映画『ずべ公天使』 に小さな役ですでに映画出演はしている。以降、同年中に篠田正浩監督の『乾いた湖』、田村孟監督の『悪人志願』（主演）などの6作に出演、強烈な印象を残す。郷鍈治、加山雄三、松方弘樹、江波杏子、三上真一郎、佐々木功、橋幸夫、森山加代子、星由里子らとともに、新進女優として注目される。
1961年（昭和36年）いっぱいまでは松竹作品に出演を続けるが、1962年（昭和37年）からは、テレビドラマへの出演が中心になった。1964年（昭和39年）5月、結婚・妊娠が報道された。1969年のテレビドラマ出演を最後に活動を停止。現在は、関東に在住している。
2012年（平成24年）6月現在、炎の出演した劇場用映画は、『太陽の墓場』『乾いた湖』『悪人志願』（以上すべて1961年）『夕陽に赤い俺の顔』（1961年）『にっぽん昆虫記』（1963年）の5作の上映用プリントを、東京国立近代美術館フィルムセンターが所蔵している。『太陽の墓場』は2008年（平成20年）8月27日にDVDが、『乾いた湖』『悪人志願』は、1998年（平成10年）6月21日にVHSセルビデオが、それぞれ松竹ホームビデオから、『にっぽん昆虫記』はDVDが2009年（平成21年）7月17日にハピネットから発売された。
娘が1985年の『にっかつ新人女優コンテスト』で優勝している。
親族では、姪が和楽器奏者として活動している。

## フィルモグラフィ
すべて出演。
1960年
- 『ずべ公天使』 : 監督小沢茂弘、製作東映東京撮影所、配給東映、1960年3月15日公開（映倫番号11535） - 出演・「おすみ」役
- 『太陽の墓場』 : 監督大島渚、製作松竹大船撮影所、配給松竹、1960年8月9日公開（映倫番号12022、NFC所蔵） - 出演・「花子」役（初主演）
- 『乾いた湖』 : 監督篠田正浩、製作松竹大船撮影所、配給松竹、1960年8月30日公開（映倫番号12071、NFC所蔵） - 出演・「北村節子」役
- 『最後の切札』 : 監督野村芳太郎、製作松竹大船撮影所、配給松竹、1960年9月20日公開（映倫番号11511） - 出演・「尾上マミ子」役
- 『悪人志願』 : 監督田村孟、製作松竹大船撮影所、配給松竹、1960年9月20日公開（映倫番号11551、NFC所蔵） - 出演・「滝上ヒデ」役（主演）
- 『太陽が目にしみる』 : 監督大野敏夫、製作松竹大船撮影所、配給松竹、1960年10月30日公開（映倫番号11524） - 出演・「左竹京子」役
- 『旗本愚連隊』 : 監督福田晴一、製作松竹京都撮影所、配給松竹、1960年12月27日公開（映倫番号21132） - 出演・「お歌」役

1961年
- 『夕陽に赤い俺の顔』 : 監督篠田正浩、脚本寺山修司、製作松竹大船撮影所、配給松竹、1961年2月19日公開（映倫番号12142、NFC所蔵） - 出演・「Aナギサ」役
- 『花扉』 : 監督田畠恒男、製作松竹大船撮影所、配給松竹、1961年5月26日公開（映倫番号12372） - 出演・「千春」役
- 『恋の画集』 : 監督野村芳太郎、製作松竹大船撮影所、配給松竹、1961年6月21日公開（映倫番号12390） - 出演・「森原の秘書」役（森原役は加藤嘉）
- 『同級生交歓』東レサンデーステージ : 演出池田義一、脚本山下与志一、日本テレビ放送網、テレビドラマ、1961年7月9日放送
- 『サラリーマン手帖 夢を失わず』 : 監督斎藤正夫、製作松竹大船撮影所、配給松竹、1961年7月26日公開（映倫番号12367） - 出演・「舞台広子」役

1962年
- 『大吉ぼんのう鏡』 : 監督猪俣勝人、製作シナリオ文芸協会、配給大宝、1962年1月3日公開（映倫番号12678） - 出演・「房江」役
- 『この地果つるまで』 : 監督吉武富士夫・河野宏、NETテレビ、連続テレビドラマ、1962年3月4日 - 同年9月30日放映
- 『純愛シリーズ』第53回『松の一番』花王ファミリー劇場 : 東京放送、テレビドラマ、1962年7月4日放映
- 『地獄の刺客』 : 監督池広一夫、製作大映京都撮影所、配給大映、1962年11月3日公開（映倫番号12904） - 出演・「火の車お勝」役（主演藤巻潤の相手役）
- 『マンモス家族』 : フジテレビジョン、連続テレビドラマ、1962年11月21日 - 1964年7月29日放映
- 『屋根裏の散歩者』ミステリーベスト21 : 監督赤坂長義、NETテレビ、テレビドラマ、1962年12月21日放映

1963年
- 『短い短い物語』第87回『貞女』 : NETテレビ、テレビドラマ、1963年3月27日放映
- 『ダイヤル110番』第294回『空白の十三時間』 : 日本テレビ放送網、テレビドラマ、1963年5月12日放映
- 『若い瞳』テレビ指定席 : 監督金子精吾、NHK総合テレビジョン、テレビドラマ、1963年7月13日放映
- 『にっぽん昆虫記』 : 監督今村昌平、製作・配給日活、1963年11月16日公開（映倫番号13220、成人映画指定、NFC所蔵） - 出演[9]

1964年
- 『三匹の侍』第19話『剣風流転』 : 監督五社英雄、フジテレビジョン、テレビドラマ、1964年放映
- 『この道赤信号』 : 監督近江俊郎、製作ワールド・プロモーション、配給大映、1964年5月16日公開（映倫番号13358、成人映画指定） - 出演・「あや子」役
- 『噴煙』 : 監督田村幸二、フジテレビジョン、連続テレビドラマ、1964年10月1日 - 同年12月24日放映
- 『判決』第116話『きずな』 : 監督八橋卓、NETテレビ、テレビドラマ、1964年12月30日放映

1965年
- 『第7の男』第11話『赤い醜聞』 : 監督山崎大助、東北新社/フジテレビジョン、テレビドラマ、1965年放映
- 『鉄道公安36号』第93回『遥かなるおもかげ』 : 監督奥中惇夫、東映/NETテレビ、テレビドラマ、1965年3月24日放映
- 『ザ・ガードマン 東京警備指令』第23回『夜と昼の女』 : 監督井上昭、大映テレビ室/TBS、テレビドラマ、1965年9月10日放映 - 出演・「徳永の愛人」役
- 『牝犬脱走』 : 監督弓削太郎、製作大映東京撮影所、配給大映、1965年11月13日公開（映倫番号14192） - 出演・「北城加代」役

1966年
- 『特別機動捜査隊』第227回『若い断層』 : 東映テレビプロダクション/NET、テレビドラマ、1966年3月2日放映
- 『サスペンス・シリーズ 七人の刑事』第89回『女たち』 : 監督今野勉、TBS, テレビドラマ、1966年5月2日放映
- 『銭形平次』第7回『濡れた千両箱』 : 監督長谷川安人、東映京都テレビプロダクション/フジテレビジョン、テレビドラマ、1966年6月15日放映 - 出演・「お兼」役
- 『マグマ大使』第10話『音波怪獣フレニックス』・第11話『人間モドキを倒せ』: 監督土屋啓之助、ピー・プロダクション/フジテレビジョン、テレビドラマ、1966年9月5日・12日放映 - ゲスト出演・「セントラル病院看護婦・山科鈴子 / 人間モドキ13号」役

1969年
- 『東京コンバット』第24話『秘宝の謎』 : 監督土屋統吾郎、東宝/フジテレビジョン、テレビドラマ、1969年3月18日放映 - ゲスト主演

## ビブリオグラフィ
国立国会図書館蔵書を中心とした自筆原稿および掲載記事の一覧である。
- 「芸能トピックス 炎加世子が松竹『太陽の墓場』で映画女優として - 自殺未遂をした踊り子が拾った幸運」、『週刊平凡』第2巻第28号、平凡出版、1960年7月、p.50-52.
- 「『太陽の墓場』で再起する 炎加世子」、「週刊明星』第3巻第28号、集英社、1960年7月、巻末
- 「特集 〝セックスするのって素敵だと思うワ〟炎加世子の生活と意見 セックスを平気で口に出していう女優」『週刊平凡』第2巻第33号、平凡出版、1960年8月、p.26-29.
- 「ヌーベル・バーグ女優 炎加世子」、『週刊平凡』第2巻第34号、平凡出版、1960年8月、p.61-67.
- 『対談 恋していたい』佐々木功・炎加世子、『週刊明星』第3巻第32号、集英社、1960年8月、p.84-89.
- 『カラー・スポット 炎加世子』田中喬太郎、『週刊サンケイ』第9巻第39号、サンケイ出版、1960年8月、巻末
- 「芸能ニュース 中村八大と炎加世子の友情物語 フッと淋しいとき私は詩を書くの」中村八大・炎加世子、『週刊平凡』第2巻第38号、平凡出版、1960年9月、p.76-84.
- 『セックス対談 ソコを狙っていわせるの?』炎加世子・扇圭子、『週刊平凡』第2巻第39号、平凡出版、1960年9月、p.72-75.
- 「炎加世子に50のズバリ・テスト - 19歳の太陽娘をハダカにする」、『週刊明星』第3巻第35号、集英社、1960年9月、p.24-27.
- 『ある友人への手紙 各社新進男女優の展望』尾崎宏次、『キネマ旬報』1960年10月上旬秋の特別号所収、キネマ旬報社、1960年10月、p.80.[2]
- 「特別インタビュー 私たちは好き合っている 炎加世子と佐々木功が告白する恋愛」、『週刊平凡』第2巻第43号、平凡出版、1960年10月、p.46-49.
- 「佐々木功と炎加世子」、『週刊明星』第3巻第39号、集英社、1960年10月、巻末
- 「特集 炎加世子 桑野みゆき19歳のライバル〝告白テスト〟」、『週刊明星』第3巻第40号、集英社、1960年10月、p.22-25.
- 「日本映画の新しい顔特集 郷鍈治・炎加世子・加山雄三・千代侑子・松方弘樹・江波杏子・三上真一郎・小林裕子」、『週刊明星』第3巻第41号、集英社、1960年10月、巻末
- 「炎加世子さん」、『主婦と生活』第15巻第10号、主婦と生活社、1960年10月、p.166.
- 「炎加世子 柏木優子ショック対決」、『週刊明星』第3巻第45号、集英社、1960年11月、p.82-85.
- 「時代劇に初出演の炎加世子」、『週刊明星』第3巻第46号、集英社、1960年11月、巻末
- 「グラビア 新しいスター・炎加世子」、『面白倶楽部』第13巻第13号、光文社、1960年12月、巻頭
- 『ハイティーン・スター座談会 この若さ!この楽しさ!』松方弘樹・佐々木功・橋幸夫・森山加代子・炎加世子・星由里子・月丘昌美、『平凡』第16巻第12号、平凡出版、1960年12月、p.126-133.
- 『リレー・スピーチ ズベ公はあきちゃった』炎加世子、『キネマ旬報』1961年1月下旬号所収、キネマ旬報社、1961年1月、p.43.[2]
- 「今週のニュース・レーダー 皇太子夫妻・炎加世子ほか」、『週刊明星』第4巻第5号、集英社、1961年2月、巻末
- 『キネマ旬報無題欄 キコリのつもり』炎加世子、『キネマ旬報』1961年3月上旬号所収、キネマ旬報社、1961年3月、p.78.[2]
- 「芸能トピックス 私は女優だけではつまらない!炎加世子が女カメラマンに転向する」、『週刊平凡』第3巻第10号、平凡出版、1961年3月、p.70-73.
- 『女カメラマン入門 炎加世子』川合一夫、『週刊明星』第4巻第12号、集英社、1961年3月、巻末
- 『青春の愛と死の瞬間』吉行淳之介・ヨネヤマママコ・炎加世子、『主婦と生活』第16巻第5号、主婦と生活社、1961年5月、p.114-119.
- 『特集 噂のスターのその後 あの人は…どうしてる?』岡田真澄・炎加世子・梅若正二・浜村美智子・雪村いづみ・リー・スミス・コロムビア・ローズ、『明星』第11巻第7号、集英社、1962年5月、p.130-134.
- 『対談 男の歴史』宍戸錠・炎加世子、『週刊明星』第6巻第40号、集英社、1963年9月、p54-57.
- 『対談 近代化へ脱皮する不動産業界』伊集院秀武・炎加世子、『月刊経済』1963年11月15日号、月刊経済社、1963年11月、p.28-32.
- 『手記特集 愛 その歓びとおそれと 婚約・結婚・出産 - 女の人生の転機に立って思うこと』黛ひかる・炎加世子・引地寿子・左幸子・寿美花代、『婦人倶楽部』第44巻第14号、講談社、1963年12月、p170-176.
- 「炎加世子 おナカの赤ちゃんは8ヵ月」、『週刊明星』第7巻第12号、集英社、1964年5月、p.44-45.
- 『憑かれた情熱 新登場』炎加世子・伊勢田邦彦、『週刊明星』第9巻第15号、集英社、1966年4月、p.64-67.
- 『夫研究座談会 奥さまたちはご主人の〝もう一つの顔〟を知らない! - 四人の異色女性が体験的に語る男性の裏側』園田てる子・豊原路子・小森和子・炎加世子、『主婦と生活』第21巻第13号、主婦と生活社、1966年11月、p.130-133.